# Nachal Grar
Nachal Grar též Nachal Gerar (hebrejsky: נחל גרר) je vádí v Izraeli, v Negevské poušti.
Začíná na rozmezí severního Negevu a jihozápadního okraje Judských hor respektive jejich části, která je nazývána Hebronské hory (Har Chevron), poblíž vesnice Lahav. Pak směřuje k západu, podél města Lehavim a jižního okraje velkého beduínského města Rahat. Poté vstupuje do krajiny na severozápadním okraji Negevu poblíž města Netivot, která již ztrácí pouštní charakter a je částečně zemědělsky využívaná. Poblíž vesnice Re'im ústí do vádí Nachal Besor.
Na dolním toku je zčásti turisticky využíván a vyhlášen za přírodní rezervaci. Židovský národní fond zde provádí výsadbu lesů a úpravu turistických cest. Rezervace sestává ze dvou částí. První má plochu cca 2000 dunamů (2 kilometry čtvereční) a nachází se v délce 10 kilometrů mezi městem Rahat a vesnicí Tidhar, druhá má plochu cca 5500 dunamů (5,5 kilometrů čtverečních) a leží v délce 10 kilometrů mezi vesnicemi Ranen a Re'im.
Nachal Grar je pojmenován podle biblické lokality zmiňované v Knize Genesis 20,1: „Abraham táhl odtud do krajiny negebské a usadil se mezi Kádešem a Šúrem; pobýval jako host v Geraru“